# Lancia Flavia
De Lancia Flavia is een auto uit de hogere middenklasse die door Lancia werd geproduceerd tussen 1961 en 1971. Van 1971 tot en met 1975 werd de productie hervat onder de naam Lancia 2000. De auto werd genoemd naar de Via Flavia, een Romeinse weg.
De Flavia was samen met de Fulvia de laatste personenauto die volledig zelfstandig door Lancia werd ontwikkeld voordat het bedrijf overgenomen werd door Fiat.

## Modellen

### Flavia Berlina
Het eerste model in de Flavia-serie was de sedan (Berlina) die in november 1960 geïntroduceerd werd op de autoshow van Turijn met een 1500cc viercilinder boxermotor. Het was de eerste Italiaanse productieauto met voorwielaandrijving en schijfremmen op alle vier de wielen.
De eerste generatie was voorzien van een doorlopende zitbank en een versnellingspook aan de stuurkolom. Omdat de 78 pk van de 1500cc motor aanvankelijk beschouwd werd als te weinig vermogen voor de Flavia in zijn prijsklasse, werd vanaf 1963 een 1800cc motor als optie aangeboden.
Met de introductie van de tweede generatie in 1967 werd de carrosserie van de Flavia grondig hertekend en kreeg de wagen een nieuw interieur, waarbij de doorlopende zitbank vervangen werd door twee afzonderlijke voorzetels en de versnellingspook verhuisde van de stuurkolom naar een meer centrale plaats in het interieur. Vanaf 1969 werd een 2000cc motor aan het assortiment toegevoegd die 115 pk ontwikkelde met carburateur en 125 pk met injectie.
De productie van de sedan eindigde eind 1970.

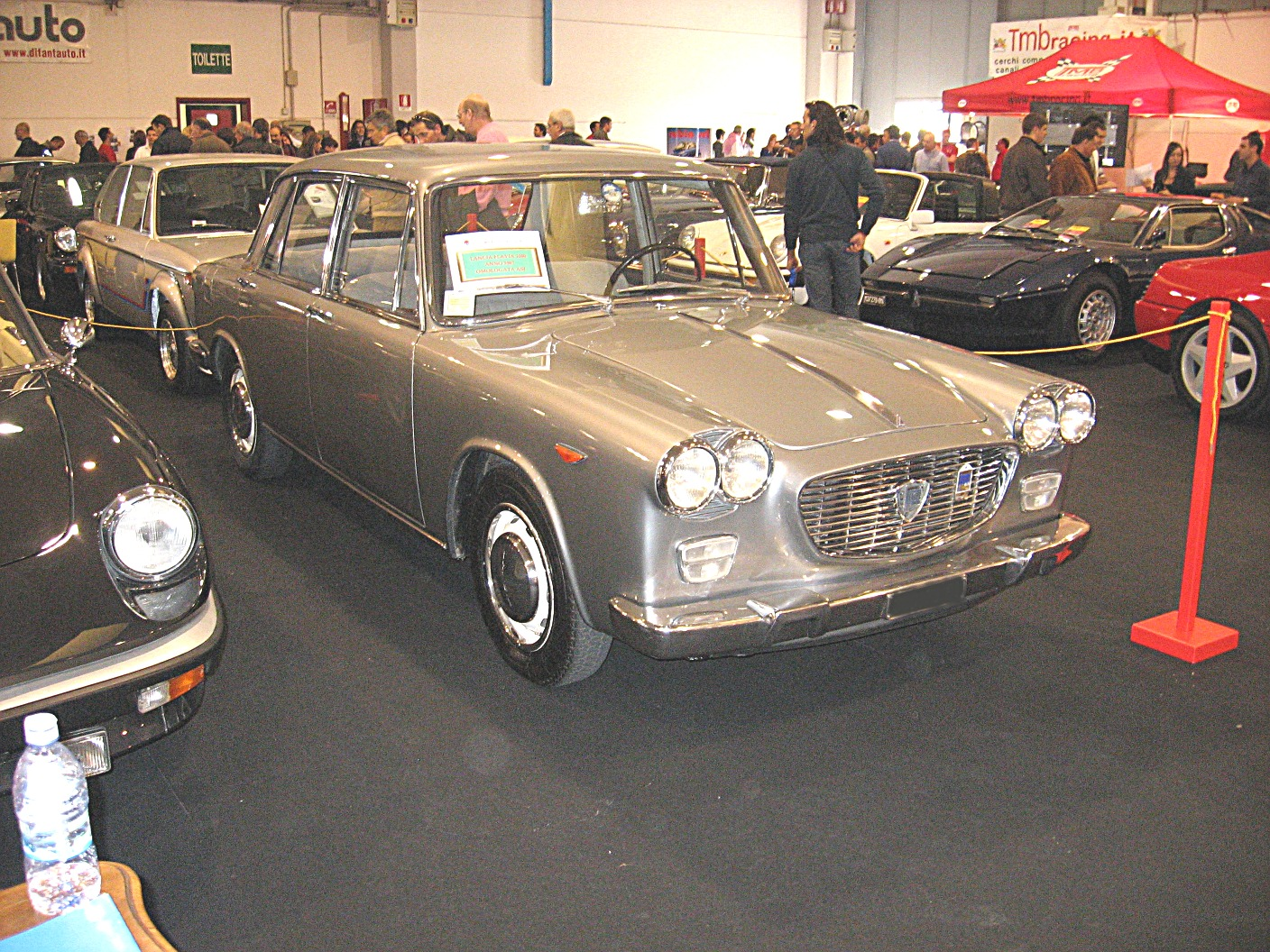
Lancia Flavia Berlina (1960–1967)
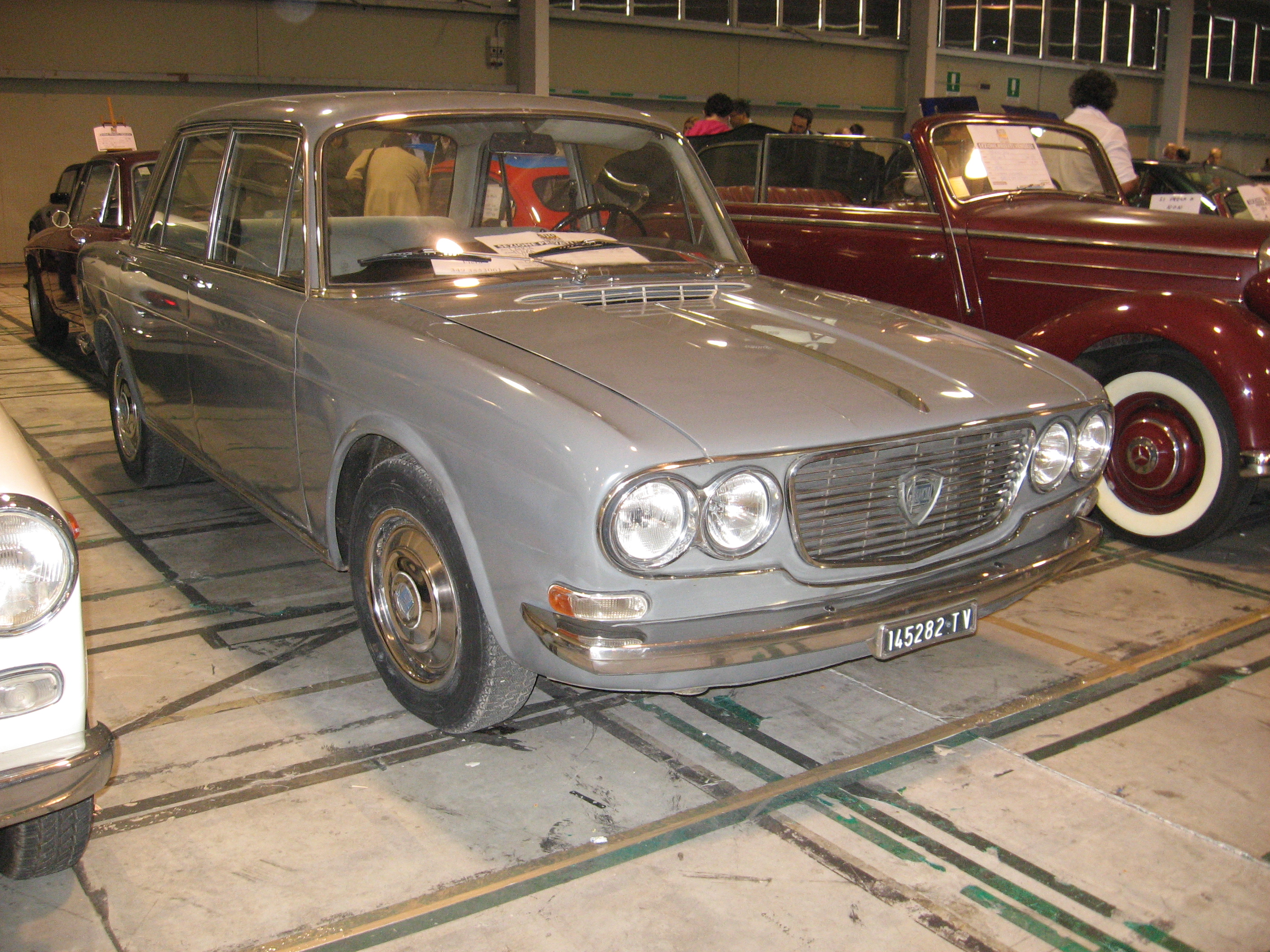
Lancia Flavia Berlina (1967–1970)

### Flavia Coupé
De Flavia Coupé werd in 1962 geïntroduceerd op basis van de sedan, maar met een ingekorte wielbasis van 2480 mm. Het ontwerp van de tweedeurscarrosserie was van Pininfarina, die ook voor de productie instond. De coupé bood vier zitplaatsen en was zo'n 200 kg lichter dan de sedan.
In 1969 kreeg de coupé een facelift. Naast een nieuwe voorkant en een licht gewijzigde achterkant werd ook de cilinderinhoud van de 1,5 en 1,8-liter motoren iets vergroot en was de coupé voortaan ook verkrijgbaar met een 2,0-liter motor.
De productie van de coupé eindigde eind 1970.

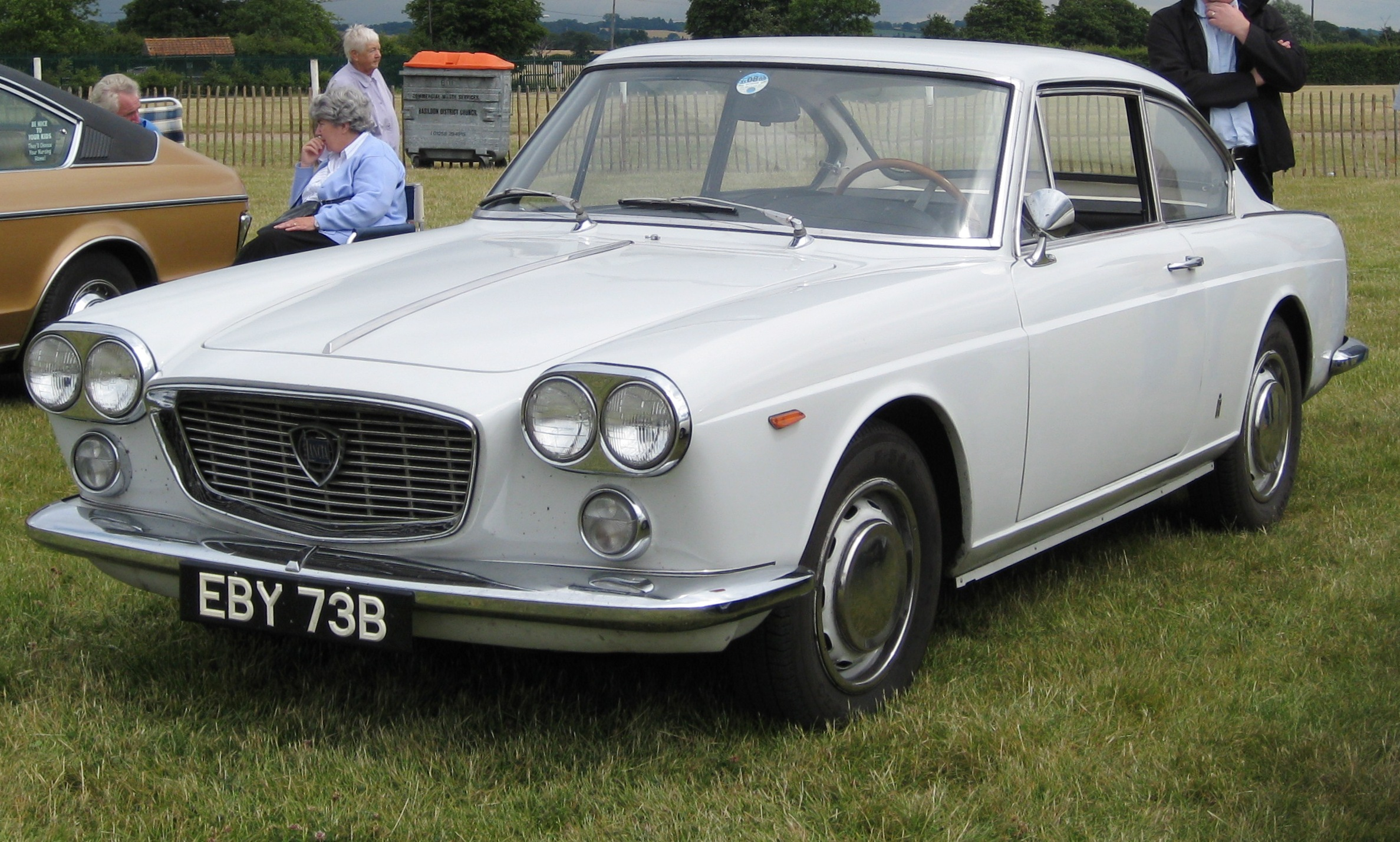
Lancia Flavia Coupé (1962–1969)
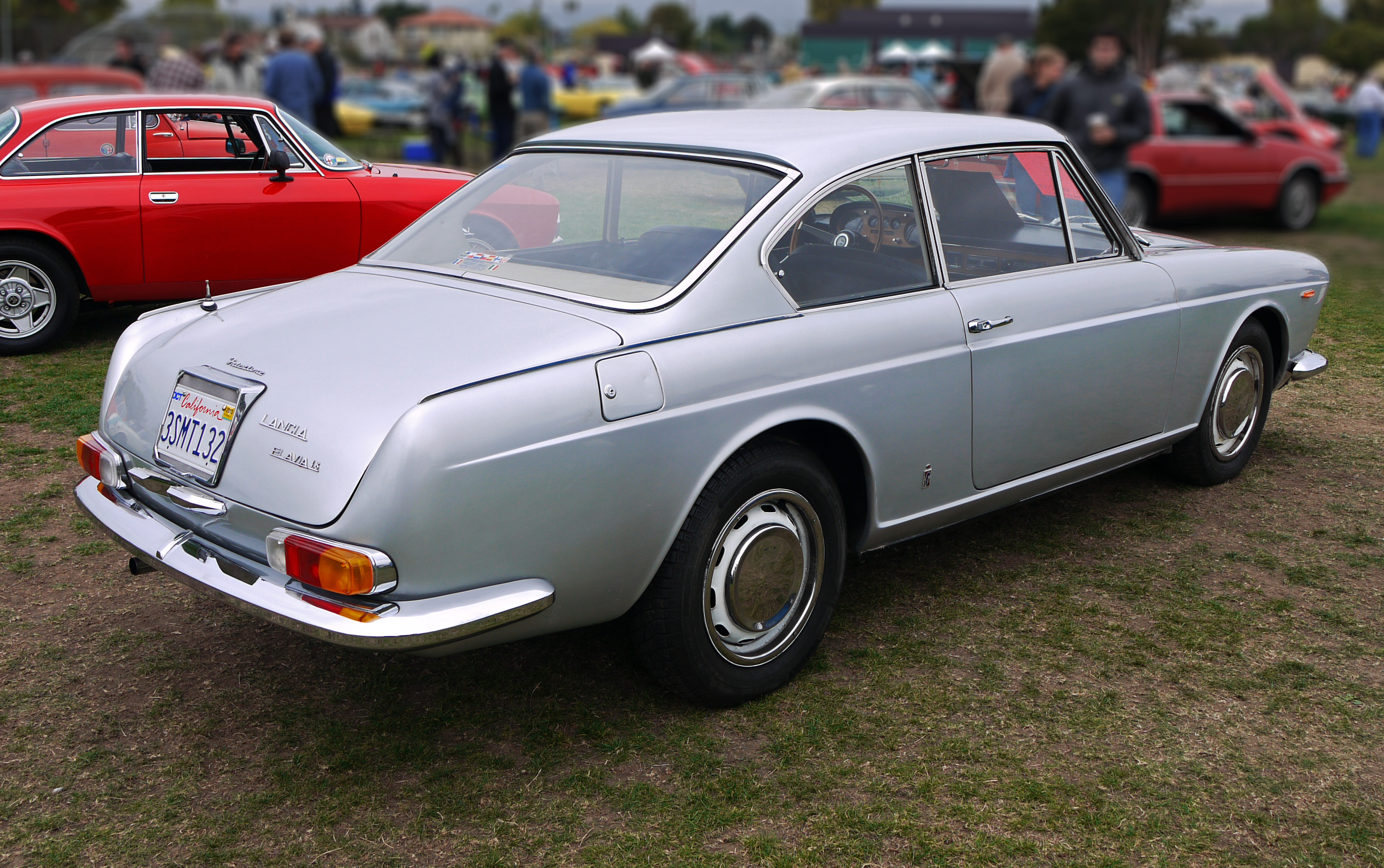
Achteraanzicht
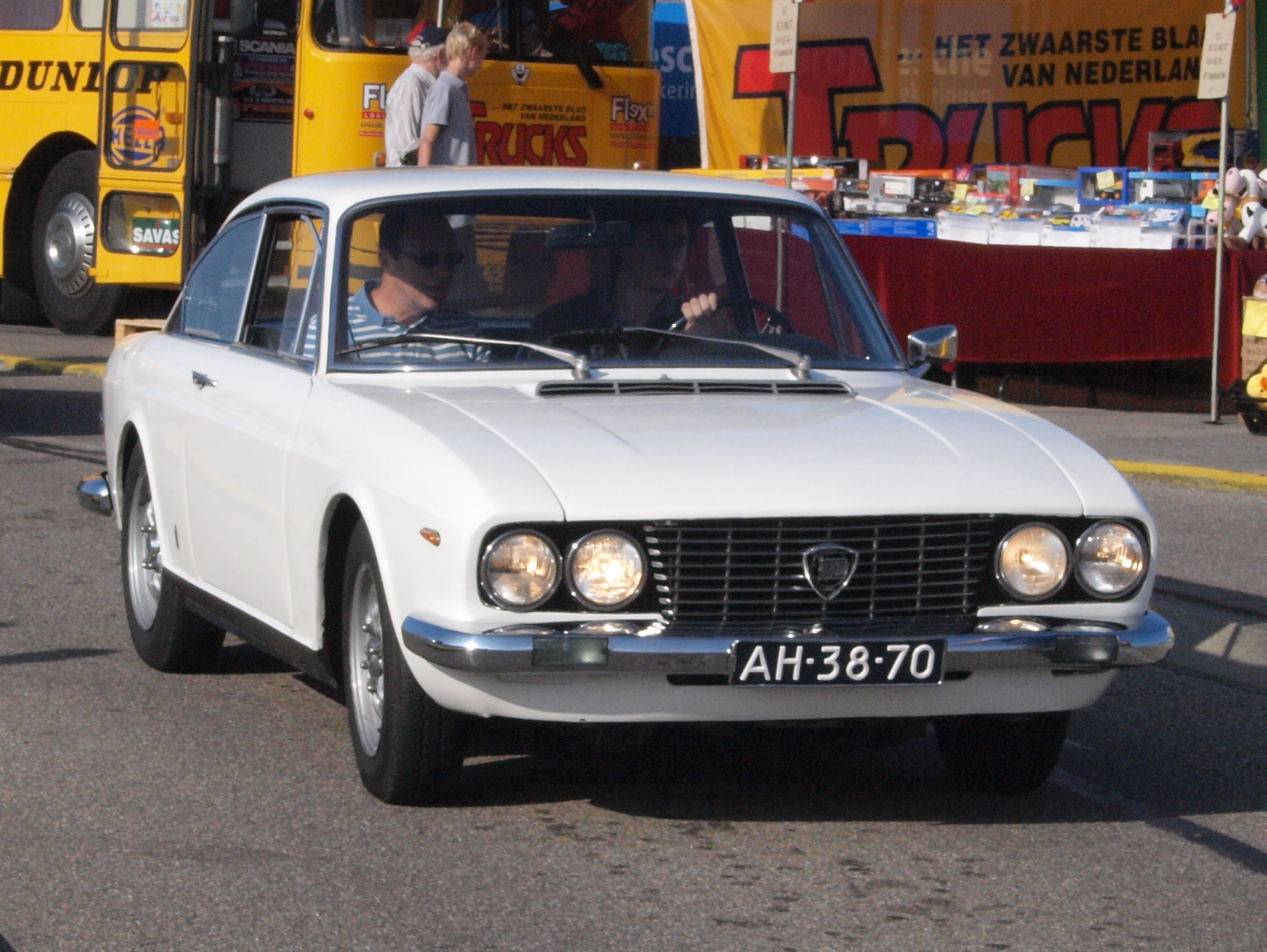
Lancia Flavia Coupé (1969–1970)

### Flavia Cabriolet
Van 1962 tot 1967 was er een cabrioletversie van de Flavia beschikbaar. De cabriolet werd ontworpen door Giovanni Michelotti en gebouwd door Vignale. De Flavia Cabriolet bood net als de Flavia Coupé vier zitplaatsen.

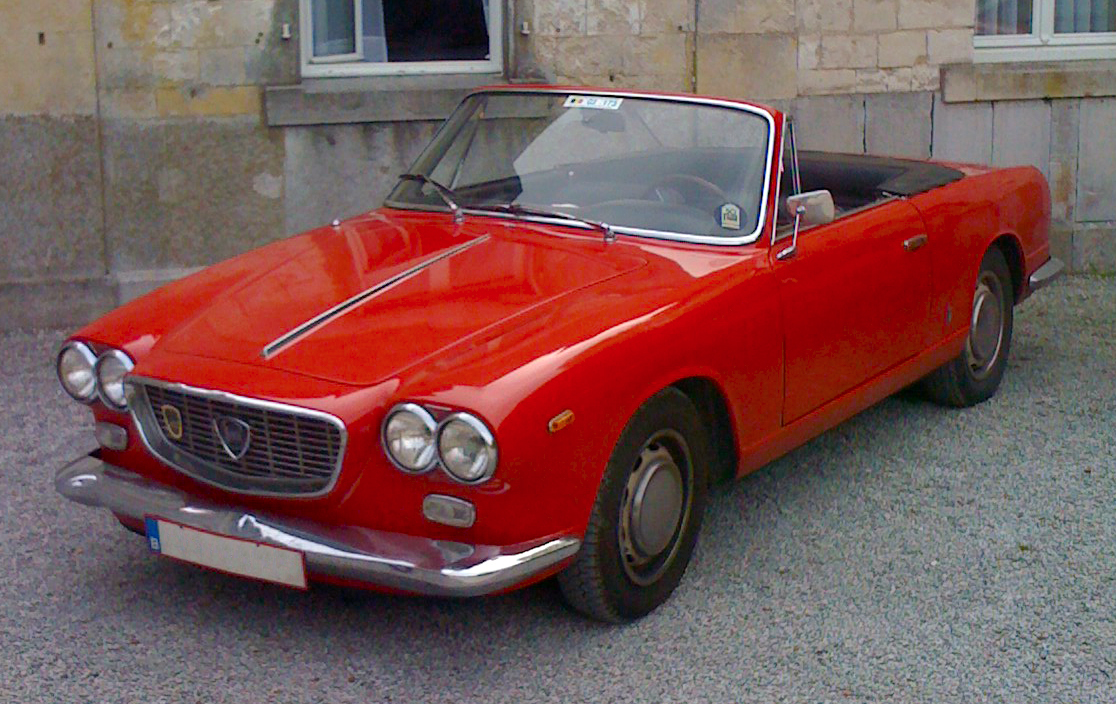
Lancia Flavia Cabriolet (1962–1967)
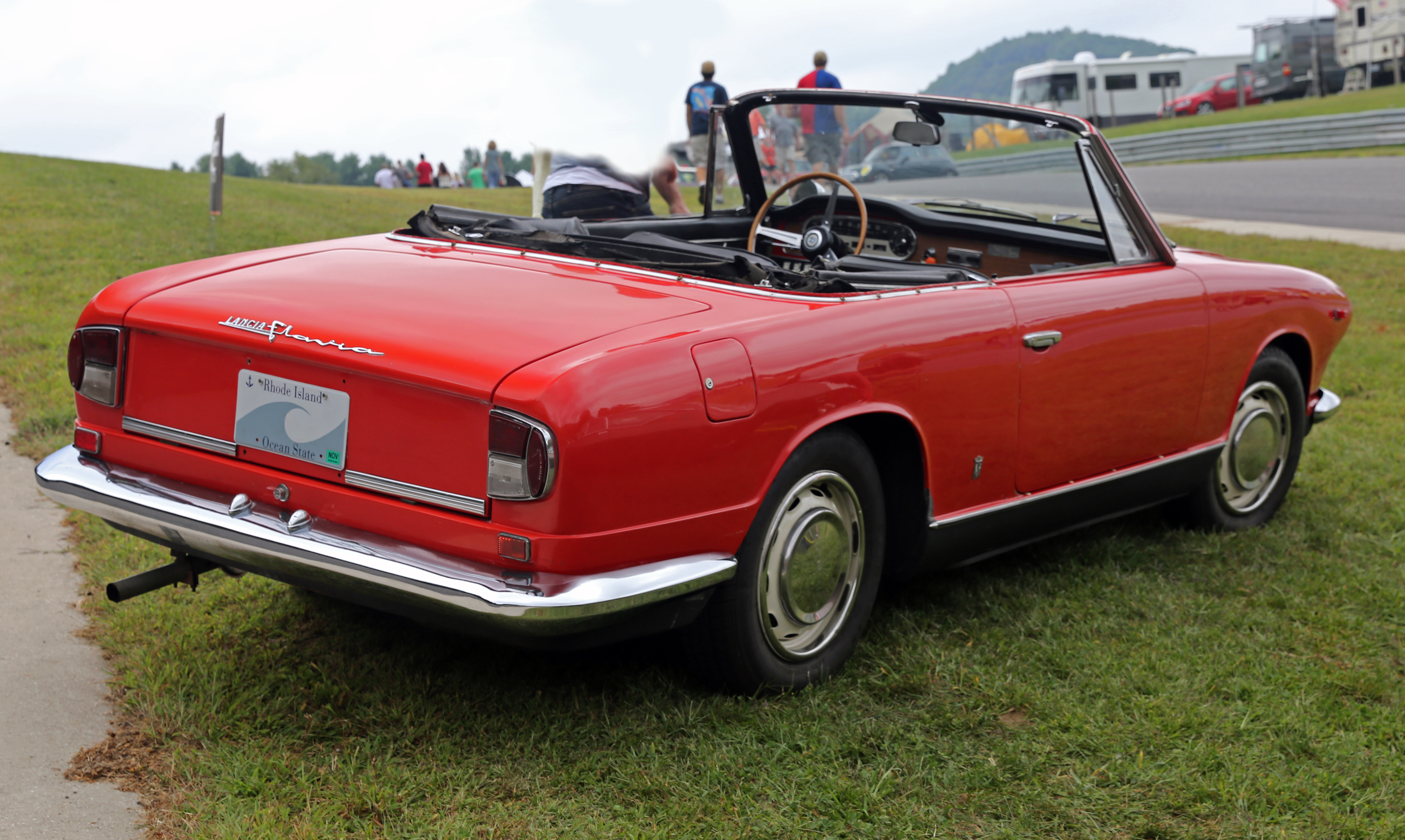
Achteraanzicht

### Flavia Sport
Naast de Flavia Coupé werd er tussen 1962 en 1967 nog een tweede coupévariant aangeboden: de Flavia Sport, in de volksmond beter bekend als de Flavia Zagato.
De Flavia Sport werd ontworpen en gebouwd door Zagato en was voornamelijk bedoeld om te racen. De wagen heeft een carrosserie in aluminium. De achterruit kon van binnenuit enkele centimeters geopend worden.

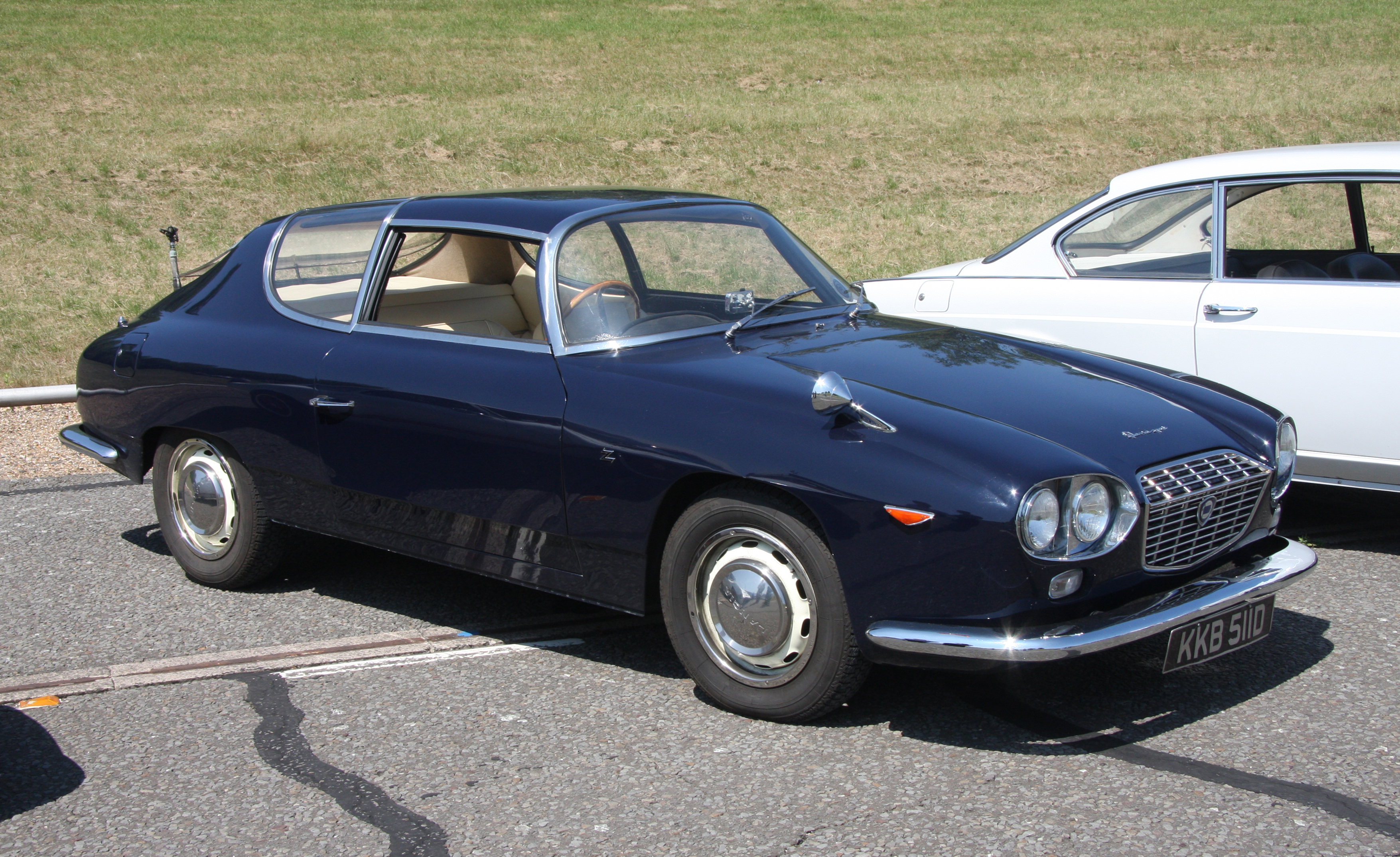
Lancia Flavia Sport "Zagato" (1962–1967)
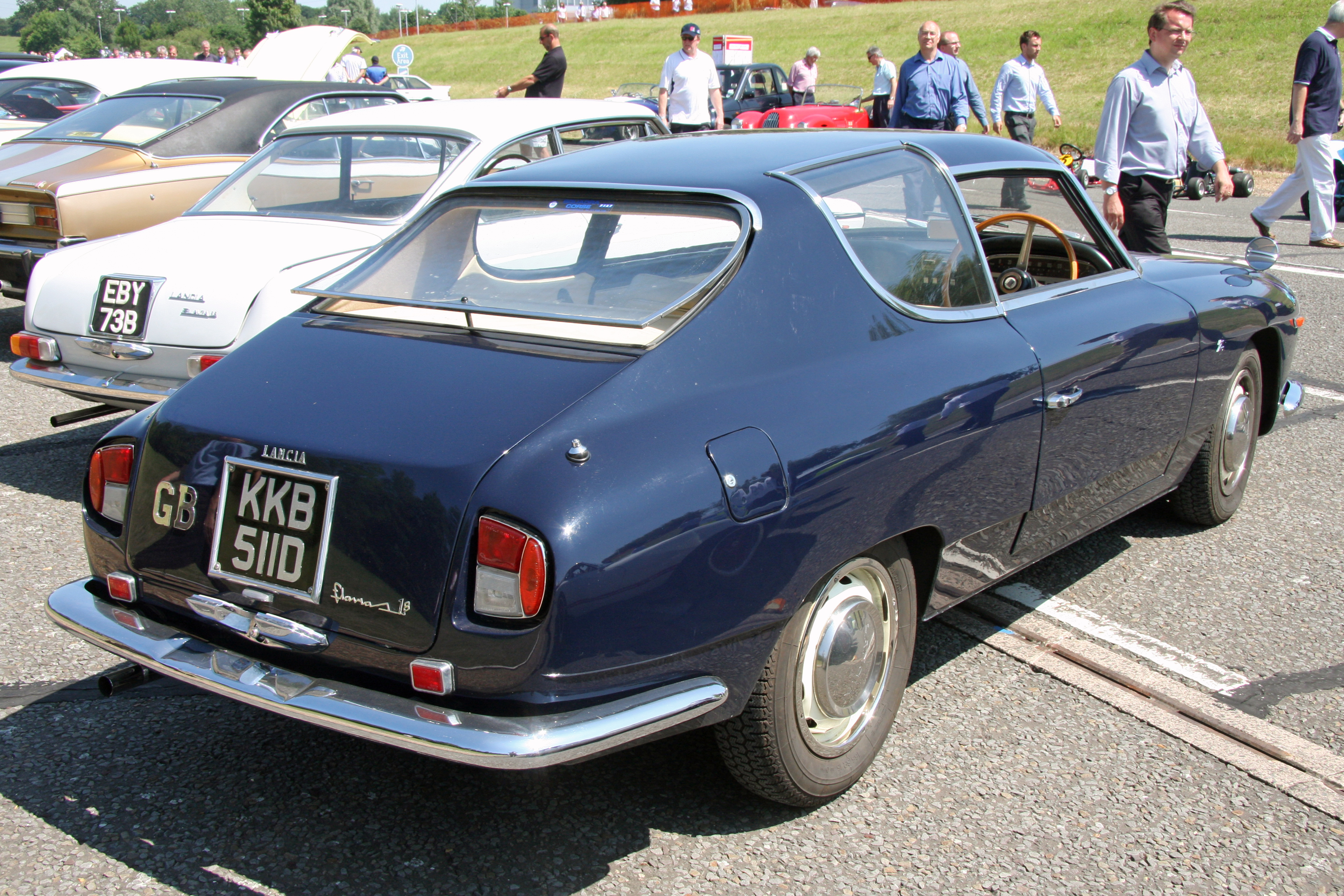
Achteraanzicht met de geopende achterruit
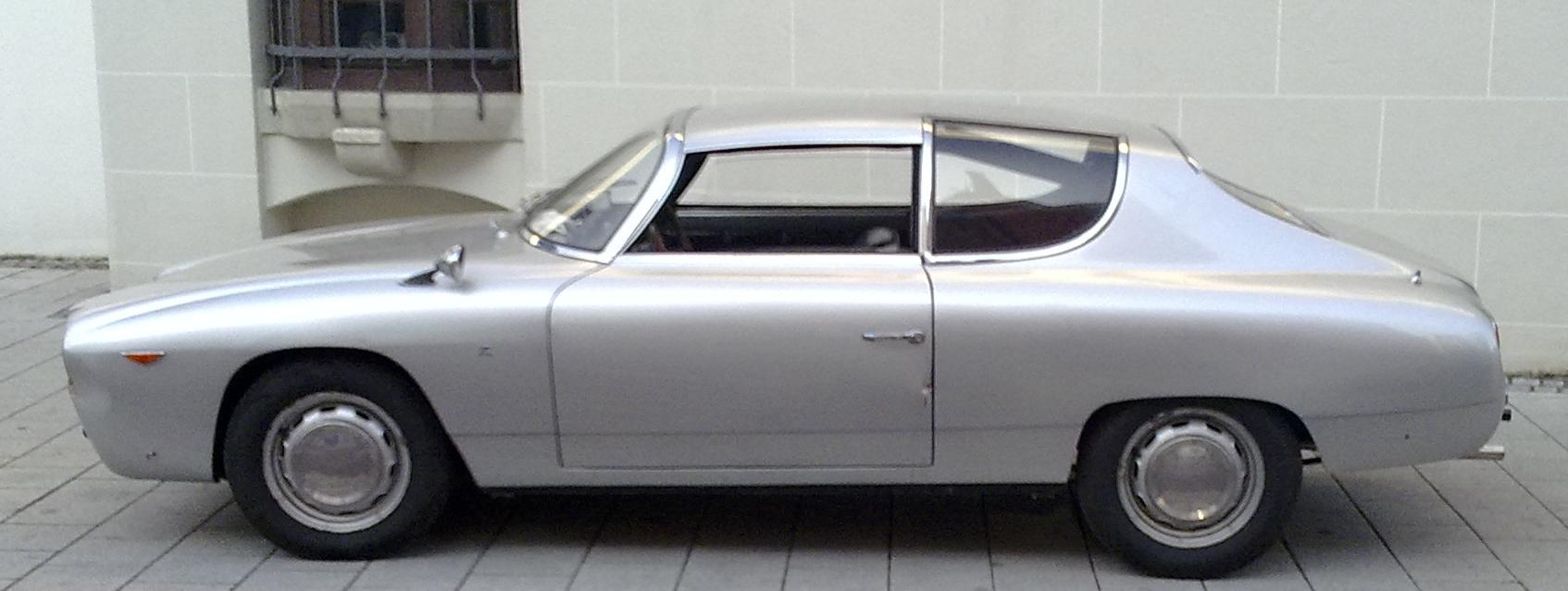
Zijaanzicht
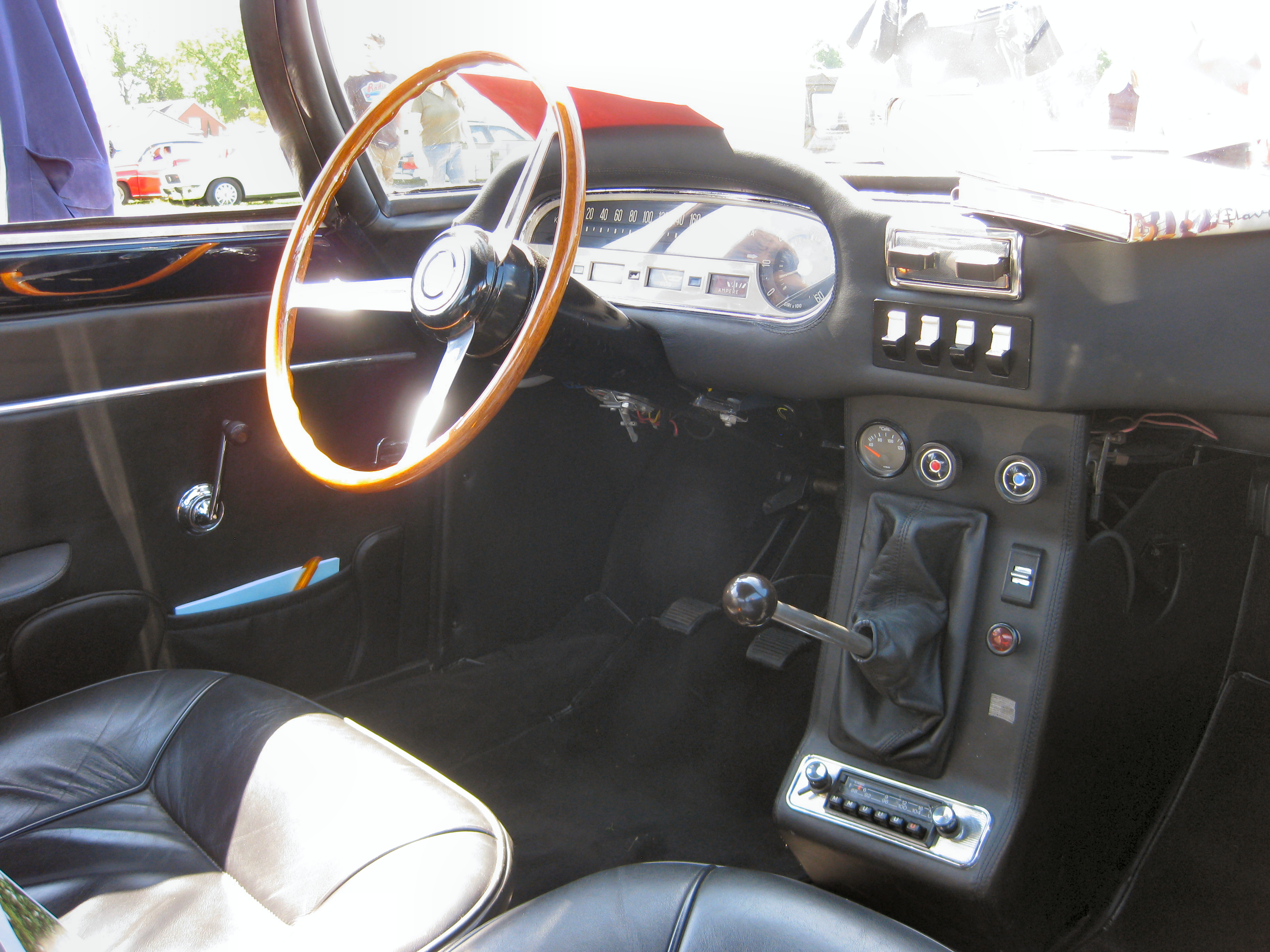
Interieur

## Lancia Flavia (2012)

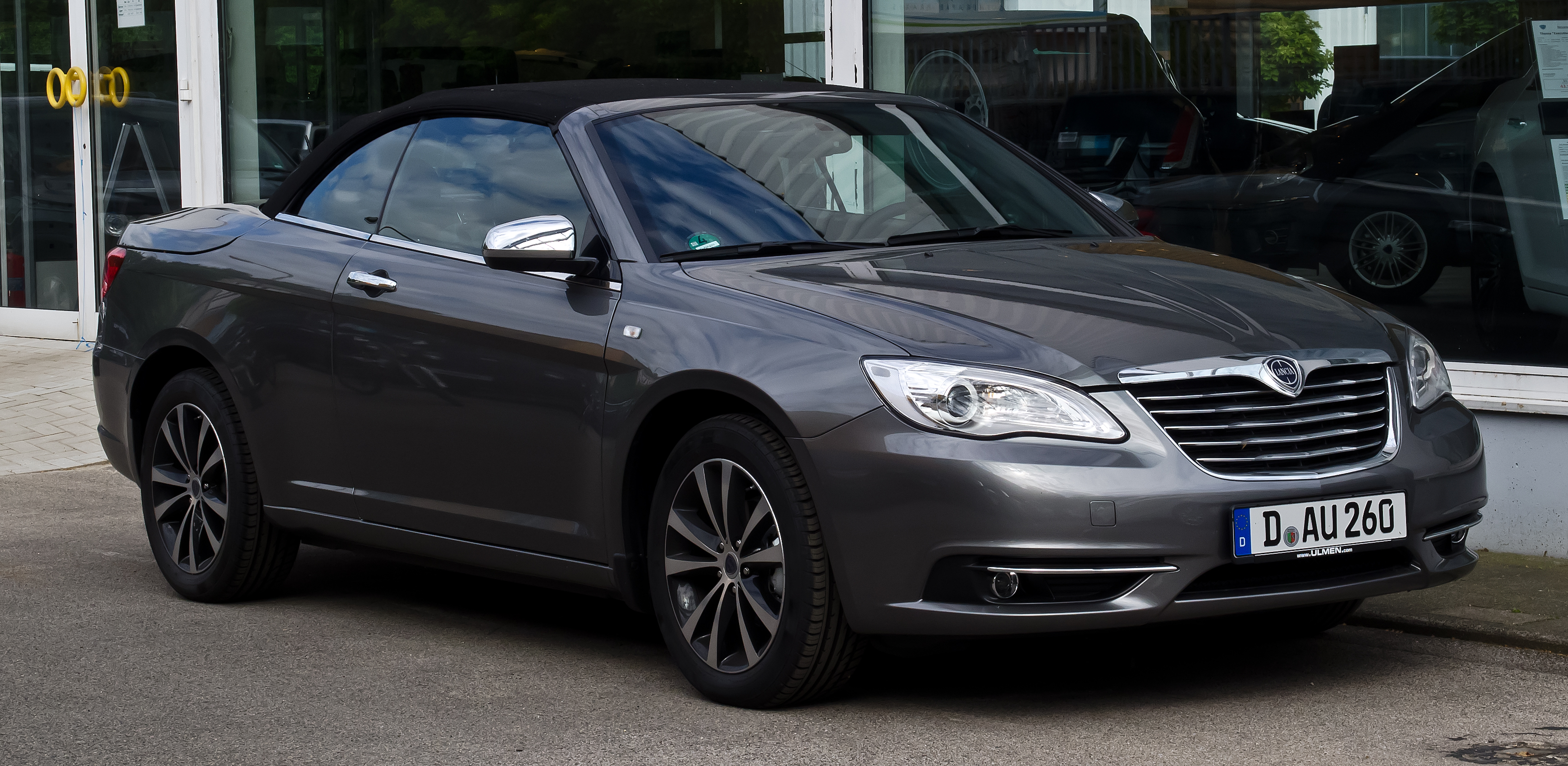
Lancia Flavia, 2012

Na de fusie van Chrysler en Fiat in 2009 werden enkele Chrysler-modellen in Europa op de markt gebracht onder de merknaam Lancia. Zo werd tussen 2012 en 2014 de cabrioletversie van de Chrysler 200 op de Europese markt aangeboden als Lancia Flavia.
Huidige modellen:
Ypsilon
Recente modellen:
Dedra · 
Delta · 
Flavia · 
K · 
Lybra ·
Musa · 
Phedra ·
Prisma · 
Thema · 
Thesis · 
Trevi ·
Voyager - 
Y · 
Y10 · 
Z
Historische modellen na de Tweede Wereldoorlog:
2000 · 
Appia · 
Aurelia · 
Beta · 
D20 · 
D23 · 
D24 · 
D25 · 
D20 · 
Flaminia · 
Flavia · 
Fulvia · 
Gamma · 
Stratos
Historische modellen tijdens het Interbellum:
12 cil V · 
Aprilia · 
Ardea · 
Artena · 
Astura · 
Augusta · 
Dikappa · 
Dilambda · 
Kappa · 
Lambda · 
Trikappa
Historische modellen voor de Eerste Wereldoorlog:
Alfa · 
Beta 15/20HP · 
Dialfa · 
Didelta · 
Delta 20/30HP · 
Epsilon · 
Eta · 
Gamma 20HP · 
Theta · 
Zeta 12/15HP